# گوک‌چخور
گوک‌چخور (به ترکی استانبولی: Gökçukur) یک منطقهٔ مسکونی در ترکیه است که در قسطمونی واقع شده‌است.
نام گوک‌چخور به معنی چالهٔ آبی است.